# Aneilema nicholsonii
Aneilema nicholsonii är en himmelsblomsväxtart som beskrevs av Charles Baron Clarke. Aneilema nicholsonii ingår i släktet Aneilema och familjen himmelsblomsväxter. Inga underarter finns listade.